# Tom Clancy's Ghost Recon: Jungle Storm
Tom Clancy's Ghost Recon: Jungle Storm è un'espansione del gioco Tom Clancy's Ghost Recon per PlayStation 2 e N-Gage.

## Trama
Il gioco è ambientato in Sud America, precisamente in Colombia ed è incentrato sulle vicende di un'unità del 5º Gruppo Forze Speciali (5th Special Forces Group) dello US Army, inviata nel Paese latinoamericano con l'obiettivo di annientare una milizia guerrigliera antigovernativa, legata ad un potente cartello della droga, alleato del narcotrafficante Priego, che viene catturato alla fine di Island Thunder e che opera a Cuba con una sua milizia, denominata Frente Dos Gentes o FDG, che mira a instaurare un governo fantoccio nell'Isola, per usarla come base per il traffico di cocaina verso gli USA.
Durante il gioco il reparto sarà chiamato a svolgere numerosi incarichi speciali come cattura di campi di addestramento dei guerriglieri, campi di aviazione, sabotaggi e arresto di alte personalità della guerriglia e del cartello. Vi saranno anche molti obiettivi secondari, quali ad es. liberare villaggi ostaggio della guerriglia, che obbliga gli abitanti a lavorare nelle piantagioni di coca installate nei pressi.
Il reparto è formato da 2 squadre di 3 operatori ciascuna. Le classi sono:
- fuciliere, armato di M16 a cui può aggiungersi il lanciagranate M203, pistola (M9/Beretta 92 o SIG Sauer) o granate, identificato con un proiettile;
- mitragliere, che può essere dotato sia di M249 LMW o M204, pistola come il fuciliere o granate, il cui simbolo è il selettore di fuoco;
- Cecchino, armato di fucile di precisione, silenziato e non, e pistola silenziata o mine claymore, ed è contraddistinto dal mirino di precisione;
- geniere, armato in genere di M-4 e esplosivo C4 o arma c/carro, a seconda della missione, identificato con una carica C4;

possono essere scelti liberamente dal giocatore, anche se in alcune missioni è previsto almeno un geniere.
Vi è poi la classe degli "specialisti", cioè operatori, alcuni anche provenienti da eserciti alleati, che hanno un addestramento più approfondito e un livello di esperienza di base più alto degli operatori "standard". Anch'essi appartengono alle classi dette sopra, ma i rispettivi simboli di specialità sono marchiati in giallo, e anche l'armamento di ciascuno differisce da quello ordinario, vuoi perché appunto utilizzano quello in dotazione standard al Paese di provenienza, vuoi perché ognuno sceglie le armi che preferisce; per essi non si potrà optare per combinazioni diverse, salvo eventualmente per i fucilieri scegliere se aggiungere o meno il lancia granate. Alcuni di essi infatti hanno l'HK M-208, o l'HK MP5 SD e altri; alcuni mitraglieri, soprattutto americani, sono armati di M-60 GPMG e un cecchino, pur se dello US Army, è armato di SVD Dragunov.
Per di più, quando uno dei soldati "ordinari" cade in combattimento, nella missione successiva automaticamente sarà sostituito nella rosa da un altro, mentre ciò non avviene con gli "specialisti": quando uno di loro muore, nella schermata di selezione, la sua casella sarà marcata in rosso, a significare appunto che non è (più) selezionabile, e al suo posto non sarà inserito alcun nuovo specialista.